# LaCoste, Texas
LaCoste là một thành phố thuộc quận Medina, tiểu bang Texas, Hoa Kỳ. Năm 2010, dân số của xã này là 1119 người.

## Dân số
- Dân số năm 2000: 1255 người.
- Dân số năm 2010: 1119 người.